# بنیتا فون فالکنهاین
بنیتا فون فالکنهاین (۱۴ اوت ۱۹۰۰ در برلین به عنوان بنیتا اورسولا ویلهلمین کاتی فلوری فون زولیکوفر-آلتنکلینگن ; † ۱۸ فوریه ۱۹۳۵ در برلین-پلوتزنزی) یک نجیب‌زاده آلمانی بود که در دوره جمهوری وایمار و آلمان نازی برای سرویس اطلاعاتی لهستان جاسوسی می‌کرد. او در سال ۱۹۳۴ افشا شد و در سال ۱۹۳۵ اعدام شد.
پدر و مادر بنیتا ستوان والتر فون زولیکوفر-آلتنکلینگن و همسرش فلورا، نی. مارتینی والدین او در سال ۱۸۹۷ در برلین ازدواج کردند و به استولپ در پومرانیا نقل مکان کردند برای زایمان، مادرش فلورا به خانه والدینش در خیابان ۲۷ گروس فرانکفورتر (امروزه کارل مارکس-آلی 69a) در برلین بازگشت و در آنجا بنیتا را به دنیا آورد. در سال ۱۹۰۹ والدین او در برلین طلاق گرفتند. از سال ۱۹۲۱ تا ۱۹۲۳ بنیتا با ستوان الف. اکهارت مولر ازدواج کرد. بلافاصله پس از طلاق، او با دی. ریچارد فون فالکنهاین ازدواج کرد. . این ازدواج نیز در سال ۱۹۳۰ به طلاق انجامید. آخرین ازدواج او در سال ۱۹۳۲ در برلین-شارلوتنبورگ با مهندس ارشد ساخت هواپیما جوزف فون برگ بود.
بنیتا فون فالکنهاین به دلیل خیانت به اسرار نظامی به جاسوس لهستانی ریتمایستر d. R. یرژی سوسنوفسکی در دوره ۱۹۲۶ تا ۱۹۳۴اعدام شد.
افسر اطلاعاتی لهستان، سرگرد یرژی سوسنوفسکی، در درجه اول کارمندان زن وزارت رایشسور را برای خدمات جاسوسی از طرف سرویس مخفی لهستان به خدمت گرفت. حلقه جاسوسی لهستان توسط ضد جاسوسی آلمان در فوریه ۱۹۳۴ افشا شد و همه اعضا دستگیر شدند.
ازدواج بنیتا با یوزف فون برگ در ۱۹ آوریل به پایان رسید. ازدواج او در اکتبر ۱۹۳۴ در طول بازداشت موقت باطل شد و پس از آن بنیتا نام همسر دومش فالکنهاین را دوباره برگزید.
بنیتا فون فالکنهاین به همراه دوستش رناته فون ناتسمر در ۳ آوریل ۱۹۴۹ به جرم خیانت دستگیر شدند. سنای دادگاه خلق در ۱۶ فوریه ۱۹۳۵ به اعدام محکوم شد و در ۱۸ فوریه توسط جلاد کارل گروپلر در زندان برلین- پلوتزنزی با تبر دستی سر بریده شد. افسر فرمانده آنها، یرژی سوسنوفسکی، به حبس ابد محکوم شد، اما به زودی با چندین مأمور آلمانی که در لهستان افشا شده بودند، مبادله شد.
اخیراً، بنیتا فون فالکنهاین در خیابان کلیست 13 زندگی می‌کرد. در آن زمان این خیابان متعلق به شارلوتنبورگ بود، امروز متعلق به شونبرگ است.

## لینک‌های وب
- بنیتا فون فالکنهاین (انگلیسی) m. عکس
- " سر بریدن بارونس" تایم، ۲۵ ساله. فوریه ۱۹۳۵